# Човек из града
Човек из града (енгл. Man About Town) је филмска комедија из 2006. године.

## Улоге
| Глумац          | Улога         |
| --------------- | ------------- |
| Бен Афлек       | Џек Џаморо    |
| Ребека Ромејн   | Нина Џаморо   |
| Џон Клиз        | др Примкин    |
| Мајк Бајндер    | Морти         |
| Џина Гершон     | Арлин Крајнер |
| Адам Голберг    | Фил Балоу     |
| Хауард Хесеман  | Бен Џаморо    |
| Баи Линг        | Барби Линг    |
| Џери О`Конел    | Дејвид Лили   |
| Кал Пен         | Алан Фајнберг |
| Амбер Валета    | Брин Лили     |
| Дејмијен Вејанс | Лаки Ренолес  |